# Jürgen Roelandts
Jürgen Roelandts (* 2. Juli 1985 in Asse) ist ein ehemaliger belgischer Radrennfahrer.

## Sportliche Laufbahn
Roelandts wurde 2002 Belgischer Meister im Straßenrennen der Junioren. Beim Einzelzeitfahren belegte er den dritten Platz, so wie auch 2003.
Im Erwachsenenbereich schloss sich Roelandts 2004 dem belgischen Nachwuchsteam Jong Vlaanderen. In seiner ersten Saison dort konnte er eine Etappe bei der Tour de Namur gewinnen, wo er auch 2006 erfolgreich war. Außerdem gewann er 2006 jeweils eine Etappe bei der Normandie-Rundfahrt und bei der Tour du Loir-et-Cher. 2007 war er auf einem Teilstück der Ronde van Vlaams-Brabant erfolgreich und er gewann die U23-Austragung des französischen Klassikers Paris–Tours U23.
Seinen ersten Vertrag bei einem UCI ProTeam erhielt er 2008 bei der belgischen Mannschaft Silence-Lotto. In diesem Jahr wurde er belgischer Straßenmeister und gewann eine Etappe der Polen-Rundfahrt 2008 und damit erstmals einen ProTour-Wettbewerb. Außerdem gewann er 2008 Gesamtwertung des Circuit Franco-Belge. Bei den Weltmeisterschaften 2011 wurde r Fünfter im Straßenrennen. 2012 brach sich Roelandts während der Tour Down Under bei einem Sturz den Halswirbel. Im selben Jahr belegte im Straßenrennen der Olympischen Spiele in London  Platz sieben und gewann zum zweiten Mal den Circuit Franco-Belge.
Beim Monument des Radsports Flandern-Rundfahrt belegte Roelandts 2013 mit 1:29 Minuten Rückstand auf den Sieger Fabian Cancellara und kurz hinter Peter Sagan den dritten Platz. Ebenfalls Dritter wurde er im Massenspurt bei Mailand–Sanremo 2016 hinter Arnaud Démare und Ben Swift. Im Jahr 2018 belegte er bei Mailand–Sanremo den fünften Platz.
Nach Ende der Saison 2020 beendete Roelandts seine Laufbahn als Aktiver.

## Erfolge
2002
- Belgischer Meister – Straßenrennen (Junioren)

2006
- eine Etappe Normandie-Rundfahrt
- eine Etappe Tour du Loir-et-Cher

2007
- Paris–Tours (U23)

2008
- Belgischer Meister – Straßenrennen
- Punktewertung ENECO Tour
- eine Etappe Polen-Rundfahrt
- Gesamtwertung und eine Etappe Circuit Franco-Belge

2012
- eine Etappe Luxemburg-Rundfahrt
- Circuit Franco-Belge

2013
- eine Etappe Tour Méditerranéen

2015
- Grote Prijs Jean-Pierre Monsére

2018
- eine Etappe und Mannschaftszeitfahren Valencia-Rundfahrt

## Wichtige Platzierungen
| Monument                 | 2008 | 2009 | 2010 | 2011 | 2012 | 2013 | 2014 | 2015 | 2016 | 2017 | 2018 | 2019 | 2020 |
| ------------------------ | ---- | ---- | ---- | ---- | ---- | ---- | ---- | ---- | ---- | ---- | ---- | ---- | ---- |
| Mailand–Sanremo          | –    | 90   | –    | –    | –    | 16   | 23   | 11   | 3    | –    | 5    | 149  | –    |
| Flandern-Rundfahrt       | –    | –    | 86   | 34   | –    | 3    | DNF  | 8    | 17   | DNF  | 27   | 68   | –    |
| Paris–Roubaix            | DNF  | –    | 39   | 14   | –    | 43   | –    | 21   | 78   | 22   | DNF  | DNF  | –    |
| Lüttich–Bastogne–Lüttich | –    | –    | –    | –    | –    | –    | –    | –    | –    | –    | –    | –    | –    |
| Lombardei-Rundfahrt      | –    | –    | –    | –    | –    | –    | –    | –    | –    | –    | –    | –    | –    |

| Grand Tour            | 2008 | 2009 | 2010 | 2011 | 2012 | 2013 | 2014 | 2015 | 2016 | 2017 | 2018 | 2019 | 2020 |
| --------------------- | ---- | ---- | ---- | ---- | ---- | ---- | ---- | ---- | ---- | ---- | ---- | ---- | ---- |
| Giro d’ItaliaGiro     | –    | –    | –    | –    | –    | –    | –    | –    | DNF  | –    | 124  | –    | –    |
| Tour de FranceTour    | –    | –    | 120  | 85   | 104  | 160  | 111  | 111  | 126  | 136  | –    | –    | –    |
| Vuelta a EspañaVuelta | –    | 119  | –    | –    | –    | –    | –    | –    | –    | –    | –    | –    | –    |